# Лена Рейн
Лена Рейн (народилася 29 лютого 1984), також відома як Лена Чаппел — американська композиторка та продюсерка. Вона найбільш відома своєю роботою над звуковою сценою Celeste та Guild Wars 2. Вона працювала в ArenaNet протягом шести років, створюючи саундтреки до Guild Wars 2. У ArenaNet вона та Маклейн Дімер були власними композиторами музики для доповнення до гри 2015 року Guild Wars 2: Ḫart of Thorns. Вона залишила ArenaNet у 2016 році. У 2019 році вона випустила свій дебютний альбом Oneknowing. У 2020 році вона написала 4 нові музичні твори для версії гри Minecraft 1.16 «Nether Update» музичний  диск "Pigstep" .